# Domenico Olivieri
Pour les articles homonymes, voir Olivieri.
Domenico Olivieri, né à Genk le 16 janvier 1968, est un joueur de football belgo-italien, qui évoluait au poste de défenseur. Il a effectué toute sa carrière en Belgique, à Seraing, Genk et La Louvière.

## Carrière
Domenico Olivieri est d'abord formé au Park FC Houthalen, avant de rejoindre les équipes de jeunes du Waterschei THOR. Il dispute quelques rencontres avec l'équipe première du club avant la fusion avec Winterslag pour former le Racing Genk. Il signe alors son premier contrat professionnel. L'équipe descend en Division 2 en fin de saison, et malgré un retour en D1 via le tour final en 1990, il choisit de partir pour l'ambitieux RFC Sérésien, qui joue à l'époque en Division 3 mais cherche à revenir parmi l'élite.
Domenico Olivieri et ses coéquipiers remportent le titre en 1991, et en 1993 ils sont champions de D2, ce qui permet à l'équipe de remonter en première division. Seraing crée la sensation lors de leur retour en terminant à la troisième place, qualificative pour la Coupe de l'UEFA. Malgré cela, Domenico Olivieri préfère retourner à Genk, qui vient de retomber en D2 et cherche des joueurs d'expérience pour reconstruire une équipe compétitive et rejoindre la D1. Après deux saisons passées dans l'anti-chambre de l'élite, Genk remonte en D1 grâce à la faillite de... Seraing, absorbé par le Standard de Liège.
Domenico Olivieri connaît ensuite une période riche en trophées avec le club limbourgeois. Il est nommé capitaine de l'équipe, et remporte la Coupe de Belgique 1998, ainsi que le titre de Champion de Belgique 1999. À la suite de cela, l'entraîneur Aimé Anthuenis s'en va à Anderlecht, et est remplacé par Jos Heyligen. Les résultats ne sont pas à la hauteur des attentes des dirigeants, et celui-ci est remplacé par Johan Boskamp. Dès son arrivée, il signifie à Olivieri qu'il n'entre pas dans ses plans, et celui-ci est cantonné au banc des remplaçants jusqu'en fin de saison. Domenico Olivieri ne participe pas à la finale de la Coupe de Belgique remportée par ses équipiers en 2000. Il joue son dernier match dans le Limbourg lors de la Supercoupe 2000, match perdu 3-1 contre Anderlecht.
Se sachant barré à Genk, Domenico Olivieri signe à La Louvière pour 3 ans. En 2003, le club arrive en finale de la Coupe de Belgique après avoir éliminé... Genk aux penaltys, Olivieri se chargeant du tir au but décisif. Un peu à la surprise générale, les Louviérois remportent la finale, le premier (et dernier) trophée de leur Histoire, la seconde pour Olivieri. Après le match, il annonce qu'il met un terme à sa carrière de footballeur professionnel.

### Palmarès
- 1 fois Champion de Belgique avec Genk en 1999.
- 2 fois Vainqueur de la Coupe de Belgique avec Genk en 1998 et avec La Louvière en 2003.
- 1 fois Champion de Division 2 avec Seraing en 1993.
- 1 fois Champion de Division 3 avec Seraing en 1991